# Rímini
|  | Per a altres significats, vegeu «Rimini». |

Rímini (en italià Rimini, en romanyol Rémin o Remne) és una ciutat d'Itàlia a la regió de l'Emília-Romanya, a la costa de la mar Adriàtica, i capital de la província de Rímini. Té uns 138.000 habitants (en el cens del 2005) i el seu terme té una superfície de 134.58 km².
El seu nom ve del riu Arminius (Fiora), a la vora del qual està construïda. Es troba a uns 15 km al sud del riu Rubicó, que fou el límit entre la Gàl·lia Cisalpina i Itàlia. Antigament, pertanyia a l'Úmbria i el seu nom durant l'època romana i fins a l'edat mitjana era Arimínium.

## Història antiga
Ciutat originària umbre, va passar als gals fins que el 268 aC fou ocupada pels romans i hi van establir una colònia romana que guanyà importància el 211 aC, quan es va obrir la via Flamínia, que portava a Roma, i després la via Emília, que duia a Placentia.
El 225 aC, l'exèrcit romà va ocupar la ciutat durant les guerres contra els gals. El 218 aC, Semproni hi va col·locar les seves legions per oposar-se a Hanníbal i la ciutat fou de les poques colònies que va poder pagar la contribució de guerra que calia tant en soldats com en diners. Fou una base important durant tota la Segona Guerra púnica i després en la Guerra gàl·lica el 200 aC, i en les guerres civils entre Sul·la i Caius Marius (en aquesta darrera guerra, fou ocupada per Carbó i fou incendiada per Sul·la. En la guerra civil entre Cèsar i Pompeu, el primer l'ocupà i des allí va dirigir les seves operacions a Etrúria i Picé. El 43 aC, tornava a estar en plena expansió en riquesa i prosperitat i August hi va construir diversos edificis, alguns dels quals encara existeixen (entre aquests, el pont de cinc arcs i un arc triomfal).

## Edat mitjana
Es va mantenir com a colònia durant l'imperi i, a la seva caiguda, fou una de les ciutats de la Pentàpolis Annonària que va continuar subjecta als exarques de Ravenna fins a la invasió llombarda. Fou després una comuna, la qual va arribar a la cimera amb el govern de la família Malatesta, arribats a Rímini el 1216 i que hi governaren fins al 1503, quan el darrer Malatesta, després de les lluites amb el duc Valentino, en va vendre la senyoria a Venècia, que la retornà al papa el 1509. El 1543, passà definitivament als Estats de l'Església, dels quals només en va sortir durant el període napoleònic.

## Edat moderna
El 1797, Rímini, junt amb la Romanya, va passar a la República Cisalpina i després al Regne d'Itàlia. Tornà al papa el 1815 i el domini papal es va dividir entre la Comarcate (Roma i rodalia), sis legacions papals i tretze delegacions, i fou Rímini un districte de la quarta legació dirigida per un administrador amb el títol de gonfaloniere, assistit per un consell de magistrats anomenats anziani. Fou una època agitada però de progrés. Els Carbonari van dirigir l'agitació contra el domini papal i es revoltaren el març de 1831, però foren ràpidament derrotats per la intervenció d'Àustria, que derrotà la gent de Rímini, dirigida per Carlo Zucchi (25 de març de 1831).
El març de 1860, Rímini i el Romagnolo van votar per la unió al Regne d'Itàlia.
En la Segona Guerra Mundial fou destruïda pels bombardeigs, però es va refer i actualment continua creixent.

## Fills il·lustres
- Carlo Tessarini (1690-1766), violinista i compositor.
- Federico Fellini (1920-1993), director de cinema.
- Angelo Morigi (1725-1801), compositor i violinista.